# Nachhaltigkeit (Forstwirtschaft)

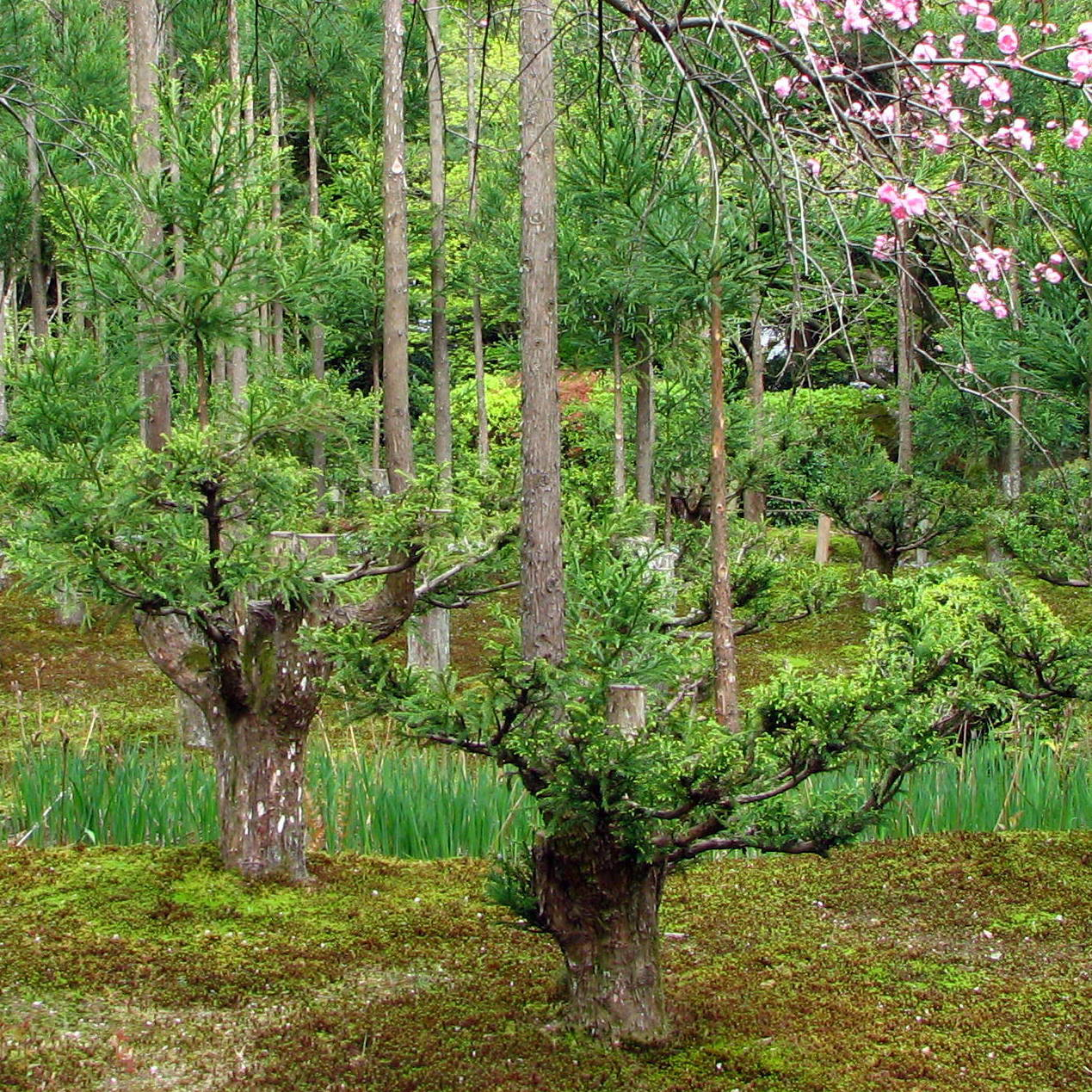
Daisugi-Bäume (nachhaltiger Anbau geradwüchsiger Sicheltannen-Stämme) im Ryoan-ji-Garten, Kyoto (April 2008)

Nachhaltigkeit in der Forstwirtschaft bezeichnet die forstliche Praxis der Nachhaltigkeit, also ein Handlungsprinzip zur Ressourcen-Nutzung, bei dem die Bewahrung der wesentlichen Eigenschaften, der Stabilität und der natürlichen Regenerationsfähigkeit des Waldes im Vordergrund steht. Dieses forstwirtschaftliche Handlungsprinzip wurde erstmals für die sich zu Beginn des 18. Jahrhunderts als Folge der übermäßigen Waldvernichtung entwickelnden Forstwirtschaft formuliert, regional aus dem gleichen Grund jedoch bereits im 15. Jahrhundert praktiziert. Es wurde zudem schon im 19. Jahrhundert über die reine Rohstoffversorgung hinaus erweitert.

## Definition
Nachhaltige Forstwirtschaft bedeutet die Betreuung von Waldflächen und ihre Nutzung auf eine Weise und in einem Maß, dass sie ihre Produktivität (einschließlich ihrer Bodenertragskraft), ihre Verjüngungsfähigkeit und Vitalität behalten oder verbessern. Damit soll gleichzeitig ihre Fähigkeit bewahrt werden, gegenwärtig und in Zukunft die ökologischen, wirtschaftlichen und sozialen Funktionen des Waldes auf lokaler und nationaler Ebene zu erfüllen. Zusätzlich soll die nachhaltige Bewirtschaftung einer Waldfläche anderen Ökosystemen keinen Schaden zufügen.
Problematisch ist die Forderung nach „biologischer Nachhaltigkeit“ in der Waldwirtschaft, da sie grundsätzlich auf die weitgehende Nutzung der oberirdischen Biomasse (~ Holz) ausgerichtet ist. Die permanente Entnahme des Holzes verringert zwangsläufig die Bodenneubildung, die wiederum der erstrangige Garant für ein gesundes Waldökosystem ist.
Der Mensch steht darüber hinaus in diesem Punkt in Konkurrenz zu den Totholz- und Zersetzungsorganismen. Diese sind auf die im ungenutzten Naturwald belassenen Lebensraumnischen der allmählich absterbenden und danach sich zersetzenden Totholzmasse angewiesen und markieren damit das Hauptproblem des Artenschutzes im Wald. Ca. 70 % aller Waldlebensformen sind darauf direkt oder indirekt angewiesen. In intensiv bewirtschafteten Wäldern wird zur Erhaltung der Lebensräume von Totholzbewohnern zunehmend auf einen angemessenen Anteil von stehendem und liegendem Totholz geachtet. Die Diskussion zwischen der Forstwirtschaft und dem Naturschutz über geeignete Konzepte zur Herstellung einer Balance zwischen dem Schutz von Arten und Lebensräumen einerseits und einer gewinnbringenden Nutzung der Wälder und Versorgung der Bevölkerung und der Holzwirtschaft mit dem Rohstoff Holz dauert an. Sie stellt gleichwohl die Herausforderung der Zukunft dar, da die Forstwirtschaft noch am ehesten das Problem der biologischen Nachhaltigkeit in wesentlichen Teilen lösen kann. Ökonomisch sind der Forstwirtschaft in Ländern mit hohen Produktionskosten enge Grenzen gesetzt. Im Vergleich zu anderen Wirtschaftssektoren hat die Forstwirtschaft eine hohe Kapitalbindung und geringe Kapitalrendite. Sie generiert ihre Wertschöpfung aus dem stehenden Holzvorrat, indem sie die Holzarten und -sortimente einschlägt und vermarktet, die einen möglichst hohen Preis erzielen und auf den übrigen Flächen möglichst wenig Arbeitskraft investiert. Mit extensiveren Wirtschaftskonzepten lassen sich Ziele des Naturschutzes leichter integrieren (z. B. durch Belassung von ausreichenden Totholzanteilen, Einrichtung von ausreichend großen Waldschutzgebieten, Strukturvielfalt, Dauerwaldwirtschaft auf ganzer Fläche, sanften Betriebstechniken, Naturverjüngungsvorrang etc.).
Ein weiteres wichtiges Merkmal nachhaltiger Forstkulturökosysteme ist ihre Fähigkeit zur Resilienz. Wird ein Wald flächig durch biotische oder abiotische Faktoren vernichtet, geht die Arbeit von Generationen von Förstern verloren. Erst mit der Neuanpflanzung auf der Kahlfläche beginnt sich sehr allmählich das Waldökosystem  wieder von neuem zu bilden. Während Altersklassenwälder sehr häufig zur Flächenkatastrophe neigen, also keine Resilienz aufweisen, sind Dauerwälder in hohem Maße dagegen resilient.

## Begriffsabgrenzung
Nachhaltigkeit ist ihrem Ursprung nach ein forstwirtschaftlicher Begriff und hat hier auch heute noch eine zentrale Bedeutung. Kein anderer relevanter Wirtschaftszweig hat sich über Jahrhunderte unter dabei wechselndem Zeitgeist ähnlich zielführend mit Blick auf die Bedürfnisse kommender Generationen verhalten. Dies spiegelt sich auch im heutigen Selbstverständnis der Forstwirtschaft wider, wird aber zum Teil auch idealisiert.
Grund für den hohen Stellenwert der forstlichen Nachhaltigkeit sind zum einen die langen Regenerationsdauern und geringen Wachstumsraten der Waldbestände, zum anderen der in der Vergangenheit ausgeuferte Holzbedarf, der im Folgenden näher erläutert wird.
Da andere Wirtschaftszweige nicht in Produktionszeiträumen von Jahrhunderten denken, wird es dort oft als betriebswirtschaftlich unverantwortlich angesehen, sich „nachhaltig“ zu verhalten. Aufgrund seiner Popularität dient der Begriff Nachhaltigkeit in anderen Wirtschaftszweigen dennoch oft als Marketinginstrument. Die Grenzen zwischen nachhaltigen und nicht-nachhaltigen Wirtschaftsweisen sind jedoch unscharf. Es existieren in nahezu allen Bereichen Konzepte und Beispiele zur nachhaltigen Entwicklung, welche dem der Forstwirtschaft grundsätzlich entsprechen. Ein Beispiel ist die Nachhaltigkeit in der Informationstechnik.

## Geschichte in Mitteleuropa
In vielen Regionen Mitteleuropas, besonders solchen mit einer ausgeprägten Bergbau- und Montantradition, wurden die Kapazitäten der Wälder schon im späten Mittelalter überschritten und deren Begrenztheit deutlich. Erst aus diesem Kontext bildete sich regional die eigentliche Forstwirtschaft heraus und löste hier die bis dahin vorherrschende unkontrollierte Ausbeutung der Wälder ab.
Der Gedanke der Nachhaltigkeit kam erstmals in den von den jeweiligen Landesherren erlassenen Forstordnungen zum Ausdruck, deren älteste bekannte die Forstordnung des Bistums Speyer aus dem Jahr 1442 ist. Mit diesen von starkem patriarchalischem Denken geprägten Regelwerken, die ihre hohe Zeit zwischen 1500 und 1800 hatten, wollten die Landesherren den Holzbedarf ihrer Untertanen sowie der holzverarbeitenden Gewerbe und Industrien langfristig sicherstellen. Ihr Ziel war ein möglichst sparsamer Umgang mit dem oft schon knapp werdenden Rohstoff. Dazu verpflichteten sie auch die herrschaftlichen Ämter. So schrieb beispielsweise eine Forstordnung für das Fichtelgebirge von 1574 vor, Holzvorratsreserven für Krieg, Brand und andere Notfälle zu bilden. Eine sächsische Holzordnung von 1560 verwendet für die Ziele die Begriffe „vor- und verbleibende und beharrliche Nutzung erhalten“ Obwohl die Ordnungen insbesondere in Kriegszeiten rasch in Vergessenheit gerieten und später neu gefasst werden mussten, hatten einige doch sehr lange Bestand, so etwa die altbayerische Forstordnung, die von 1568 bis 1852 gültig war.
Der eigentliche Nachhaltigkeitsbegriff erfuhr seine erste Ausprägung jedoch erst in den Waldungen der Bergwerke und Salinen. So wird etwa 1661 in einem Ratskanzlerschreiben der Stadt Reichenhall erstmals der Gedanke des „ewigen Waldes“ formuliert: „Gott hat die Wäldt für den Salzquell erschaffen, auf daß sie ewig wie er continuieren mögen / also solle der Mensch es halten: Ehe der alte ausgehet, der junge bereits wieder zum verhackhen hergewaxen ist.“ Zur Salzgewinnung wurde in Reichenhall Sole verdampft, wozu viel Brennholz benötigt wurde. In den Wäldern um die Saline sollten nur so viel Bäume geschlagen werden, wie im gleichen Gebiet jedes Jahr nachwachsen. Die Salinenverwaltung erstellte sogar entsprechende Holzeinschlagspläne, doch hielt sich damals niemand daran.
Im Bergwerkstaat des Westharzes verstärkte sich die Verbindlichkeit solcher Regelungen unter dem Einfluss einer Verantwortungsethik, die sich aus der lutherischen Hausväterliteratur herleitet. Etwa 1660 erscheint hier erstmals in einer Forstordnung der Begriff „nachhalten“. 1675–1680 wurden in einer eingehenden Inventur ca. 30.000 ha Wald aufgemessen und forstlich beschrieben. 1732 schließlich legte Johann Georg von Langen in seinem Atlas der unteren Blankenburgischen Forsten die ersten Periodentabellen für die Holznutzung vor.

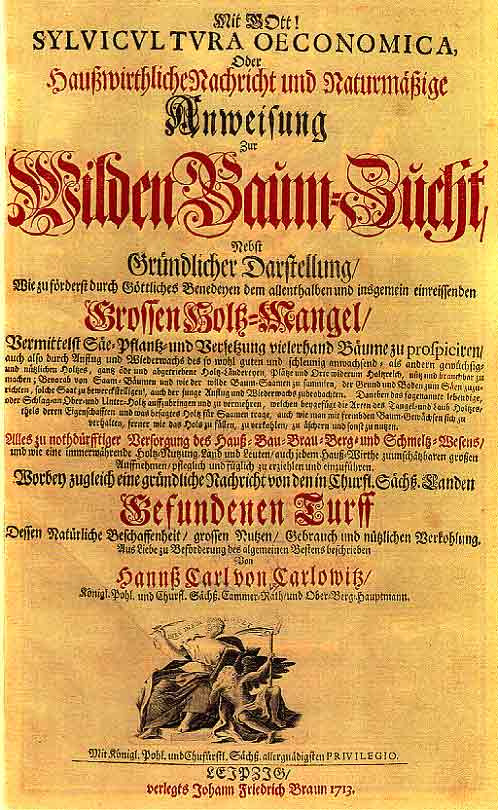
Titelblatt der Sylvicultura oeconomica, oder haußwirthliche Nachricht und Naturmäßige Anweisung zur wilden Baum-Zucht von 1713

Der Begriff Nachhaltigkeit wurde 1713 vor dem Hintergrund einer zunehmenden überregionalen Holznot von Hans Carl von Carlowitz (1645–1714), Oberberghauptmann in Kursachsen, verwendet:

„Wird derhalben die gröste Kunst / Wissenschafft / Fleiß / und Einrichtung hiesiger Lande darinnen beruhen / wie eine sothane [solche] Conservation und Anbau des Holtzes anzustellen / daß es eine continuirliche beständige und nachhaltende Nutzung gebe / weiln es eine unentberliche Sache ist / ohne welche das Land in seinem Esse [Sein] nicht bleiben mag.“

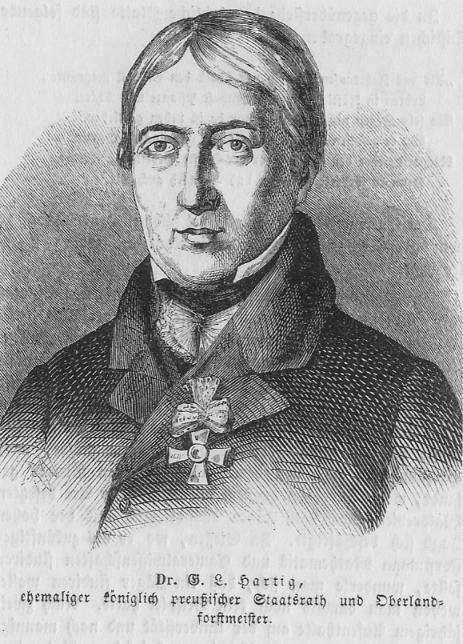
Georg Ludwig Hartig, einer der Begründer der Forstwissenschaft

Das Substantiv „Nachhaltigkeit“ taucht – ebenfalls im Kontext der Forstwirtschaft – spätestens 1789 im System der landwirthschaftlichen Polizey des deutschen Juristen Johann Philipp Frank auf.
Zur Durchsetzung des Nachhaltigkeitsbegriffes in der Forstwirtschaft trug auch Georg Ludwig Hartig entscheidend bei. Er schrieb:

„Unter allen Bemühungen des Forstwirths ist wohl keine wichtiger und verdienstlicher, als die Nachzucht des Holzes, oder die Erziehung junger Wälder, weil dadurch die jährliche Holzabgabe wieder ersezt, und dem Wald eine ewige Dauer verschaft werden muß.“

und betonte später:

„... denn es läßt sich keine dauerhafte Forstwirthschaft denken und erwarten, wenn die Holzabgabe aus den Wäldern nicht auf Nachhaltigkeit berechnet ist. Jede weise Forstdirection muß daher die Waldungen […] so hoch als möglich, doch so zu benutzen suchen, daß die Nachkommenschaft wenigstens eben so viel Vortheil daraus ziehen kann, als sich die jetzt lebende Generation zueignet.“

Ursprünglich war Nachhaltigkeit ein rein wirtschaftliches Prinzip zur dauerhaften Sicherung kontinuierlicher Holzlieferungen für die darauf angewiesenen Montanbetriebe. Von Carlowitz erkannte aber bereits die ethischen und ästhetischen Werte des Waldes.
Ein weiterer Verfechter des nachhaltigen Waldbaus war Heinrich Cotta. Im Laufe des 19. Jahrhunderts und bis zu den 1920er Jahren wurde der Begriff über die reine Massennachhaltigkeit hinaus erweitert – beispielsweise in den Forderungen von Karl Gayer (1882), von Alfred Möller (1923) mit der sog. „Dauerwaldidee“ und Hans Lemmel (1939). Franz Heske übertrug den forstlichen Nachhaltigkeitsgedanken in den 1950er Jahren auch auf andere Bereiche des menschlichen Lebens und entwickelte daraus die Philosophie der Organik.
Die Helsinki-Resolution (1993) definiert in modernen Begriffen die nachhaltige Waldwirtschaft als
„die Behandlung und Nutzung von Wäldern auf eine Weise und in einem Ausmaß, das deren biologische Vielfalt, Produktivität, Verjüngungsfähigkeit, Vitalität sowie deren Fähigkeit, die relevanten ökologischen, wirtschaftlichen und sozialen Funktionen gegenwärtig und in der Zukunft auf lokaler, nationaler und globaler Ebene zu erfüllen gewährleistet, ohne anderen Ökosystemen Schaden zuzufügen.“
Entsprechende Entwicklungen hin zu einer nachhaltigen Waldwirtschaft sind allerdings auch in anderen europäischen Ländern etwa zeitgleich zu beobachten – auch wenn die Auslöser im Einzelfall andere waren als im deutschsprachigen Raum. In Deutschland war entscheidender Auslöser der wachsende Nutzholzmangel für Haus-, Schloss- und Schiffbau, der dazu führte, die häufig auf Energieholzproduktion und forstliche Nebenprodukte (z. B. Schweinemast im Wald, Streu- und Plaggennutzung etc.) zielende kurzfristige Waldnutzung in Richtung auf ein langfristiges Nutzholz-Produktionssystem hin zu überführen. Vor diesem Hintergrund ist die überhöhte Selbsteinschätzung der deutschen Forstwirtschaft als der globale „Erfinder“ der Nachhaltigkeit zu relativieren. So war beispielsweise die Entwicklung in Japan zeitlich sogar früher als in Europa auf eine nachhaltige Forstproduktion hin ausgerichtet (siehe unten). Richtig ist hingegen, dass von Hans Carl von Carlowitz erstmals der Begriff der Nachhaltigkeit geprägt wurde und er damit forstlich/bergmännischen Ursprungs ist.

## Die eigenständige Entwicklung in Japan
Vollkommen unabhängig von Mitteleuropa ist das Konzept der Nachhaltigkeit auch in der japanischen Forstwirtschaft entwickelt worden. Um 1550 war ungefähr ein Viertel der Gesamtfläche Japans vor allem auf Honshu abgeholzt. Zwischen 1570 und 1650 erreichte die Waldzerstörung ihren Höhepunkt. Bis 1710 waren praktisch alle zugänglichen Waldgebiete auf den drei Hauptinseln vernichtet. Waldbrände, Bodenerosion und Überschwemmungen nahmen stark zu, sodass es Ende des 17. Jahrhunderts zu schweren Hungersnöten kam.
Zu dieser Zeit war die japanische Wirtschaft extrem von der Nutzung von Holz abhängig: Bis Ende des 19. Jahrhunderts bestanden die meisten Gebäude aus Holz, auch die großen Schlösser und Tempel wurden aus Holz gefertigt. Die Schiffe, die das Holz transportierten, waren ebenfalls aus Holz gebaut. Holz diente auch zum Heizen und Kochen; für die Produktion von Salz, Keramik und Eisen wurde Holzkohle gebrannt. Ackerland wurde mit „grünem Dünger“ fruchtbar gemacht, indem Blätter, Baumrinde und Zweige aus dem Wald geholt wurden. Für einen Hektar Ackerland wurde dabei „grüner Dünger“ aus fünf bis zehn Hektar Wald benötigt.
Die Shogune der Tokugawa-Zeit setzten unter Berufung auf konfuzianische Prinzipien eine nachhaltige Bewirtschaftung der Wälder durch. In einer ersten Anordnung von 1666 rief der Shogun dazu auf, junge Bäume zu pflanzen. Bis 1700 war ein ausgeklügeltes Forstverwaltungssystem eingeführt. Für fast alle Wälder wurden verantwortliche Forstbeamte ernannt. Sie sperrten abgeholzte Gebiete ab und ermöglichten so die Regeneration des Waldes. Für das Holzfällen oder das Weiden von Tieren im Wald mussten Genehmigungen eingeholt werden; Brandrodung wurde verboten. Die Wälder wurden in penibel geführten Bestandsverzeichnissen erfasst. Wachtposten gingen auf Patrouille und kontrollierten alle Holzladungen auf die Einhaltung der Regeln. Außerdem wurde – abhängig von der sozialen Stellung – festgelegt, wer wie viel Holz verbrauchen durfte. Bestimmte Baumarten, wie Zeder und Eiche, waren ganz dem Staat vorbehalten.

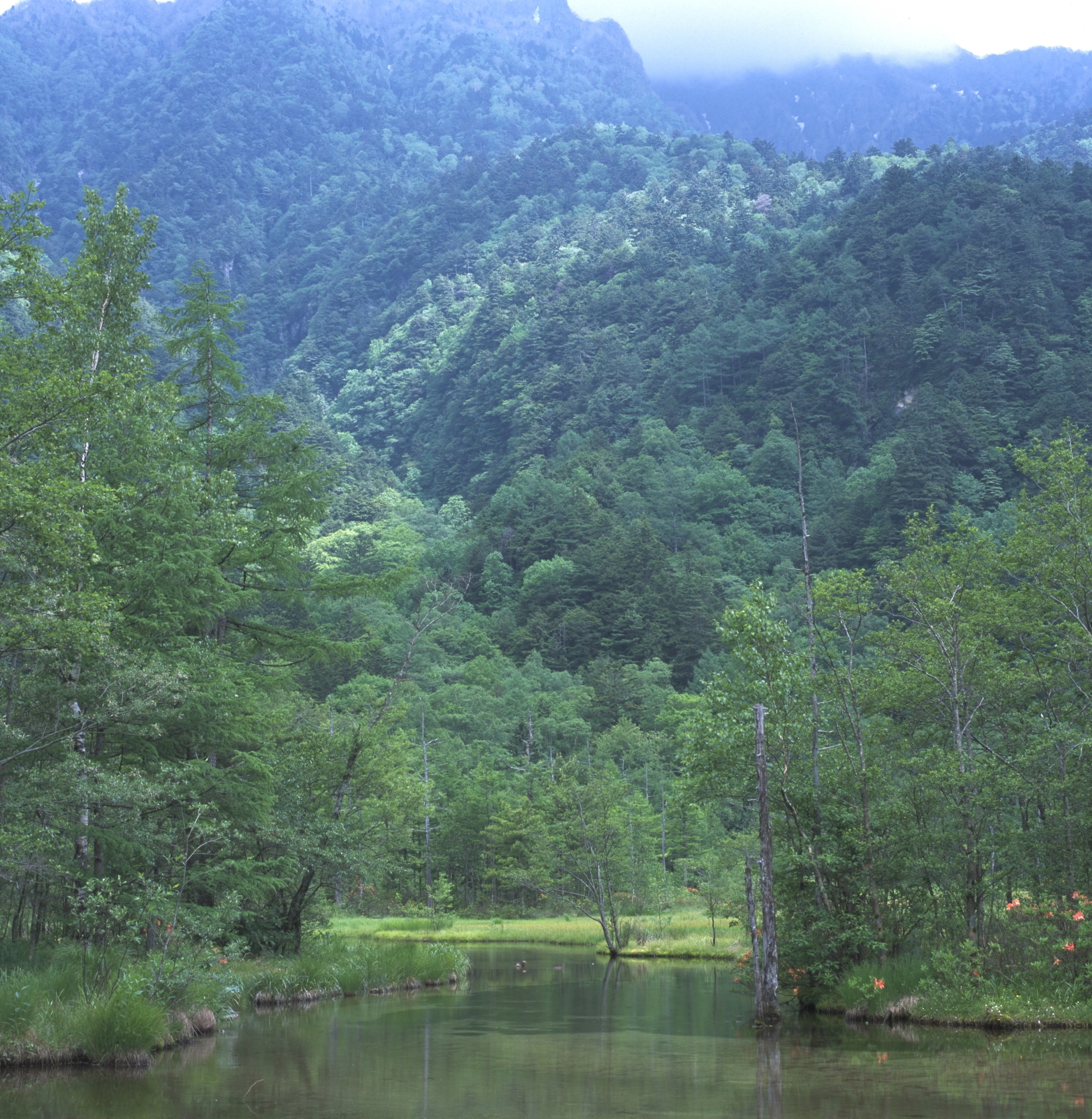
Heute bedecken Wälder wieder den größten Teil Japans

Weitere Entwicklungen verminderten den Holzbedarf: Dazu gehörte, dass Lebensmittel vermehrt durch Fischerei gewonnen wurden; der „grüne Dünger“ wurde zunehmend durch Fischmehl ersetzt. Seit dem späten 17. Jahrhundert wurde immer mehr Kohle als Brennstoff genutzt. Häuser mit schweren Holzbalken wurden durch leichtere Konstruktionen ersetzt; auch wurden sie so gebaut, dass sie im Winter durch die Sonne mitgeheizt wurden. Effizientere Öfen ersetzten die offenen Feuerstellen, und statt das ganze Haus zu heizen, wurden kleine, tragbare Kohleöfen verwendet.
Bereits im 17. Jahrhundert wurde auch die Forstwissenschaft staatlich gefördert. Die Experimente und Beobachtungen wurden in zahlreichen Fachzeitschriften und Büchern veröffentlicht. Das erste zusammenfassende Werk von Miyazaki Antei erschien 1697 unter dem Titel Nōgyō zensho. Zwischen 1750 und 1800 wurden sämtliche Flächen in eine Plantagen-Forstwirtschaft überführt, und nach 1800 stieg die Holzproduktion wieder an. Heute sind rund 80 Prozent der Fläche dicht bewaldet, obwohl Japan stark industrialisiert und dicht bevölkert ist.
Japan gehört allerdings auch zu den Ländern, die – wie Deutschland – mehr Holzprodukte verbrauchen als sie produzieren.

## Zertifizierung
In Deutschland und auch weltweit können Wälder Forstzertifikate bekommen (PEFC oder Forest Stewardship Council). Gefördert und ausgezeichnet werden soll dadurch neben der Nachhaltigkeit insbesondere auch die Umweltverträglichkeit und Wirtschaftlichkeit von Forstbetrieben.